# Kompetenz-Strategie-Portfolio
Kompetenz-Strategie-Portfolios (auch Kompetenz-Portfolios genannt) werden zur Analyse und Steuerung der Kernkompetenzen von Unternehmen eingesetzt. Sie beschreiben im Allgemeinen die Dimensionen relative Stärke eines Unternehmens bezüglich der Kompetenz (interne Analyse) sowie strategische Bedeutung der Kompetenz (externe Analyse).

## Aufbau und Dimensionierung

### Kompetenz-Strategie-Portfolio nach Thiele
Die Dimension „relative Kompetenzstärke“ wird auf der Abszissenachse eingeordnet, die Dimension „strategische Bedeutung“ wird an der Ordinate abgetragen. Zur Visualisierung dient Abbildung 1.

Abb. 1: Kompetenz-Strategie-Portfolio, Baum, H.-G. u. a. (2007), S. 262. [in Anlehnung an: Thiele, M. (1997), S. 85]

Das Kompetenz-Strategie-Portfolio besteht aus vier Quadranten mit jeweils unterschiedlicher Relevanz. Der erste Quadrant stellt hierbei eine Kompetenzlücke dar, der keine strategische Bedeutung für das Unternehmen erkennen lässt.
Im zweiten Quadranten wird eine strategisch relevante Kompetenzlücke charakterisiert, die abgebaut werden kann bzw. muss. Die strategische Bedeutung wird als hoch angesehen, jedoch ist das Unternehmen hinsichtlich dieser Kompetenz weniger erfolgreich, da es nicht die nötige Stärke besitzt.
Der dritte Quadrant kennzeichnet sich durch hohe strategische Bedeutung sowie hohe Stärke des Unternehmens. In diesem Bereich werden strategisch bedeutsame Kernkompetenzen für das Unternehmen charakterisiert, die es zu forcieren und weiterzuentwickeln gilt. Sie bilden das „Markenzeichen“ des Unternehmens und verkörpern den Wettbewerbsvorteil gegenüber Konkurrenten.
Eine Selektionsstrategie wird im vierten Quadranten anvisiert. Hier weist die Unternehmung eine hohe Stärke bezüglich einer Kompetenz auf, die jedoch strategisch wenig Relevanz besitzt. Es ist zu evaluieren, wie aus dieser Kompetenz ein strategischer Vorteil generiert werden kann.

### Kundenwertorientierter Kompetenz-Portfolio-Ansatz

Abb. 2: Kompetenz-Portfolio (in Anlehnung an: Hinterhuber, H. (2004), S. 128)

Eine Abwandlung des Kompetenz-Strategie-Portfolios nach Thiele nimmt Hinterhuber vor. Abbildung 2 zeigt ein derartiges Portfolio, bei dem die Abszissenachse die Kompetenzstärke verkörpert, jedoch die Ordinate nicht mehr die strategische Bedeutung der Kompetenz, sondern deren Kundenwert darstellt.
Der erste Quadrant stellt Kompetenz-Standards dar. Diese sind durch eine niedrige relative Kompetenzstärke und einen niedrigen Kundenwert gekennzeichnet. Sie haben aus Kundensicht geringe Relevanz und werden durch Konkurrenten in ähnlicher Weise beherrscht. Diese Kompetenzart lässt sich zumeist in Unterstützungsfunktionen mit geringer Relevanz für das Kerngeschäft finden. Durch sie können keine Wettbewerbsvorteile erzielt werden.
Im zweiten Quadranten werden sog. Kompetenz-Gaps klassifiziert. Im Vergleich zu Mitbewerbern besteht eine relativ geringe Kompetenzstärke in einem Bereich, dem der Kunde eine hohe Bedeutung beimisst. Es existieren folglich Kompetenzlücken (Kompetenz-Gaps) zwischen Marktanforderungen und dem Leistungsvermögen der Unternehmung.

Besitzt das Unternehmen eine relativ hohe Kompetenzstärke im Vergleich zur Konkurrenz bezüglich eines hohen gegenwärtig und zukünftig beigemessenen Kundenwerts, so verfügt es über Kernkompetenzen (III. Quadrant). Als Kernkompetenz eines Unternehmens wird eine Tätigkeit oder Fähigkeit verstanden, die dem Unternehmen einen potentiellen Zugang zu einer Vielzahl von Märkten ermöglicht, dem Kunden einen erkennbaren Nutzen beim Produkt stiftet und nur schwer von Konkurrenten zu imitieren ist. Insofern bündeln Kernkompetenzen Stärken, die gegenüber Mitbewerbern Wettbewerbsvorteile generieren. 

Abb. 3: Kompetenz-Portfolio mit integriertem Unschärfebereich (in Anlehnung an: Hinterhuber, H. u. a. (1997), S. 11 modifiziert nach: Steinle, C. u. a. (1997), S. 14)

Der vierte Quadrant charakterisiert die Kompetenz-Potenziale. Darunter werden Kompetenzen verstanden, bei denen die Unternehmung eine führende Position einnimmt, der Kundenwert hingegen gering eingeschätzt wird. Dies resultiert häufig daraus, dass mögliche Nutzenvorteile vom Unternehmen nicht ausreichend kommuniziert werden.
Des Weiteren ist eine Modifizierung des kundenwertorientierten Ansatzes denkbar. Hierbei wird zwischen den Quadranten ein Unschärfebereich integriert, wie es Abbildung 3 visualisiert.
Die Integration eines Unschärfebereichs beschränkt die eindeutige Klassifizierung einer Kompetenz auf ein kleineres Feld. Dies ist ein Zugeständnis an die methodische Inexaktheit, die in der Gleichgewichtung der einzelnen Bewertungskriterien und in der Vernachlässigung von Abhängigkeiten der dimensionierten Kriterien ihre Ursache hat.

### Marktbezogenes Kompetenz-Portfolio nach Krüger/Homp
Dieser Ansatz ist durch eine mehrstufige Vorgehensweise charakterisiert, bei der Markt- und Ressourcenperspektive miteinander verbunden werden und zusätzlich eine Entwicklungsprognose der jeweiligen Portfoliodimensionen vorgenommen wird.

Abb. 4: Kompetenz-Strategie-Portfolio, Baum, H.-G. u. a.(2007), S. 263 (in Krüger, W. / Homp, C. (1997), S. 105)

Zur Bestimmung der Kompetenzstärke werden Entwicklungsaussichten und -aufwand in einer internen Analyse (Kompetenz-Matrix) der gegenwärtigen Kompetenz gegenübergestellt. In der externen Analyse wird die Marktattraktivität durch einen Abgleich der Kompetenz-Position mit der erwarteten Marktentwicklung in einer Marktmatrix ermittelt (Siehe Abbildung 4).
In der Markt-Kompetenz-Matrix werden Marktattraktivität und Kompetenzstärke zusammengeführt. Die Schlussfolgerungen und strategischen Implikationen kongruieren im Allgemeinen mit den Sichtweisen und Normstrategien des Kompetenz-Strategie-Portfolios. Die aufgezeigten Ansatzmöglichkeiten von Kompetenz-Strategie-Portfolios münden, auch bei unterschiedlicher Abgrenzung der Dimensionen oder Integration eines Unschärfebereichs, in übereinstimmenden strategischen Implikationen bzw. Normstrategien, die im vierten Abschnitt dargestellt werden.

### Vorgehensweise

Abb. 5: Vorgehensweise zur Erstellung eines Kompetenz-Strategie-Portfolios, eigene Darstellung

Im Rahmen der internen Analyse zur Bestimmung der Stärke eines Unternehmens bezüglich einer Kompetenz wird zunächst durch einen Scoring-Ansatz eine Profilmatrix generiert. Dabei legt das Unternehmen bestimmte Kompetenzkriterien fest, deren Bewertung zu einem gewichteten Punktwert führt. Hierfür wird die unternehmenseigene Erfolgsgeschichte durch Identifizierung und Befragung von Schlüsselpersonen erfasst. Entscheidende Charakteristika der Schlüsselpersonen sind deren spartenübergreifende Sichtweise, fundierte Kenntnisse der Unternehmung und Verbindung zu strategischen Aufgabenstellungen.
Durch Einbezug externer Perspektiven, bspw. durch Unternehmensberater, kann ein anschließender Abgleich zur Reduzierung subjektiver Verzerrungen erfolgen. Die Auswertung der Befragungen führt zu einer Verdichtung der wettbewerbs- und zukunftsrelevanten Kompetenzen in einem unternehmensspezifischen Cluster von Einzelkompetenzen, die ggf. in Kompetenzbündel zu überführen sind.
Ein solches interdependentes Verknüpfungsnetz von Kompetenzen gibt Aufschluss über mögliche Wirkungsbeziehungen, insbesondere Multiplikatoreneffekte oder Unvereinbarkeiten einzelner Kompetenzbündel zueinander.
Hafeez, Malak und Zhang bspw. stellen einen detaillierten analytisch hierarchischen Prozess zur Identifizierung von Unternehmenskompetenzen nach den Kriterien der Einzigartigkeit und der Transferierbarkeit zwischen Produkten, Funktionen und Geschäftsfeldern vor.
Daraufhin werden in einer externen Analyse zur Bestimmung der strategischen Bedeutung der Kompetenz die Umfeldentwicklungen, Branchentrends sowie Anforderungen potenzieller Kundengruppen und somit zukünftige vom Markt geforderte Kompetenzen evaluiert. Die geforderten Kompetenzen werden in einer sog. Identifikationsmatrix analog zur Profilmatrix anhand derselben Kompetenz-Kriterien bewertet.
Letztlich werden die gewichteten Punktsummen der Profil- und Identifikationsmatrix in das Kompetenz-Strategie-Portfolio überführt. Dieses besteht, wie bereits verdeutlicht, aus einem Vier-Quadranten-Schema mit den Ausprägungen „niedrig“ und „hoch“. Aus dem Kompetenz-Strategie-Portfolio können im Anschluss Normstrategien für den Umgang mit den einzelnen Kompetenzfeldern auf Grund ihrer Stellung im Portfolio formuliert werden.
Abbildung 5 schematisiert die Vorgehensweise anhand eines Beispiels.

## Kernaussagen und strategische Implikationen
Standard-Kompetenzen (Quadrant I)
Standard-Kompetenzen charakterisieren Fähigkeiten, die zur Abrundung des branchenüblichen Leistungsspektrums dienen und nur ein geringes Differenzierungspotenzial aufweisen. Daher sind weitere Investitionen in Standard-Kompetenzen zu unterlassen bzw. ein Outsourcing anzustreben.
Kompetenz-Gaps (Quadrant II)
Im Rahmen der Ermittlung des Kompetenzbedarfs einer Unternehmung gilt es bei den Kompetenz-Gaps zu prüfen, wie die Lücke aus Kundenanforderungen und  unternehmenseigenen Fähigkeiten geschlossen werden kann. Hierbei eröffnen sich Alternativen, die von Joint Ventures bis zu strategischen Allianzen reichen. Outsourcing stellt in diesem Rahmen die Möglichkeit der Auslagerung einer verhältnismäßig schwach ausgeprägten Kompetenz zur Verschlankung der Organisationsstruktur bzw. aus Effizienz- und Kostengründen dar. Darüber hinaus bietet es die Chance, fehlendes Know-how von außen in die Unternehmung einzubinden, um die eigene Kompetenzlücke zu schließen.
Kernkompetenzen (Quadrant III)
Kernkompetenzen, die in beiden Dimensionen hohe Ausprägungen aufweisen, sind als Schlüsselfähigkeiten für den Wettbewerbserfolg in den eigenen Händen zu behalten. Hinsichtlich der Kernkompetenzen ist das erfolgsentscheidende „Insourcing“ durch die Unternehmung zu fokussieren. Auf diese Fähigkeiten muss sich das Unternehmen konzentrieren, sie kontinuierlich pflegen und weiterentwickeln. Entsprechend sind die  Forschungs- und Entwicklungskapazitäten, Ressourcen- und Investitionszuteilungen zu priorisieren.
Kompetenz-Potenziale (Quadrant IV)
Sind die existierenden Kompetenz-Potenziale in zukünftige Wettbewerbsvorteile überführbar, ist entweder die Investitionsintensität zu erhöhen oder ein Outsourcing in Erwägung zu ziehen. Letztere Alternative bietet sich in der Situation eines zukünftigen sinkenden Differenzierungsvorteils auf Grund von Standardisierung oder abnehmendem Imitationsschutz an. Weiterhin ist eine Diversifikation in andere Märkte oder Produkte denkbar, um den Kundenwert der Kompetenz zu steigern.

## Anwendungsgebiete
Das Kompetenz-Strategie-Portfolio und dessen Abwandlungen finden im strategischen Management eines Unternehmens Anwendung. Die Einordnung der Kompetenzen und die Ableitung von Normstrategien unterstützen die Unternehmensführung bei Investitionsentscheidungen, sowie bei der strategischen Ausrichtung von Geschäftsfeldern bzw. des Gesamtunternehmens. Zu beachten ist, dass nicht die alleinige Betrachtung im Rahmen des Kompetenz-Strategie-Portfolios zu favorisieren ist. Letztlich sind strategische Entscheidungen von vielen Faktoren und Interdependenzen abhängig.
Der Grundgedanke des Kompetenz-Strategie-Portfolios lässt sich auch auf individuelle Kompetenzen übertragen und im Rahmen des Human Resource Management nutzen.

## Abgrenzung zu anderen Portfolio-Konzepten

### Produkt-Portfolio
Der Begriff Produkt-Portfolio bezeichnet eine Sammlung der verschiedenen Produkte eines Unternehmens und ist eine Untermenge des Unternehmensportfolios. Das Marktanteils-Marktwachstums-Portfolio (Boston-I) der Boston-Consulting-Group und das Marktattraktivitäts- und Wettbewerbsstärken-Portfolio von McKinsey sind die prominentesten Vertreter aus dem Bereich der Produkt-Portfolios.
Im Vergleich zum Kompetenz-Strategie-Portfolio-Ansatz ist anzumerken, dass Produkt-Portfolios lediglich eine gegenwartsbezogene Analyse hinsichtlich bestimmter Produkte bzw. strategischer Geschäftseinheiten vornehmen. In Zeiten sich verkürzender Produktlebenszyklen reicht diese kurzfristige Perspektive i. d. R. nicht aus, um langfristig am Markt bestehen zu können.
Im Boston-I-Portfolio werden die strategischen Geschäftseinheiten oder Produkte auf Basis von quantitativen Größen (Umsatz, Cashflow) bewertet und Normstrategien abgeleitet. Sowohl im McKinsey-Portfolio als auch im Kompetenz-Strategie-Portfolio werden zudem auch qualitative Einflussgrößen berücksichtigt. Im Kompetenz-Strategie-Portfolio finden zusätzlich Markterwartungen und Trends bezüglich der Branchenentwicklung Beachtung, die es ermöglichen, eine differenzierte Sichtweise hinsichtlich der Einflussfaktoren für den Unternehmenserfolg einzunehmen.

### Technologie-Portfolio
Das Technologieportfolio bildet die im Unternehmen angewandten Technologien in einer Matrix mit den Dimensionen „Technologieattraktivität“ und „Ressourcenstärke“ ab und erlaubt die Ableitung differenzierter Strategien als Empfehlungen für zukünftige Entwicklungsaktivitäten.
Die Technologie-Portfolio-Analyse ist besonders für die Beobachtung im Entstehungszyklus einer Technologie geeignet und lässt langfristige technologische Entwicklungstendenzen erkennen. Es ist eine separate Abgrenzung von Produkt- und Prozesstechnologien sowie eine explizite Ableitung von Forschungs- und Entwicklungsprioritäten möglich. Nachteilig wirkt sich die isolierte Betrachtung der Technologiedimensionen insofern aus, dass keine Marktplanung integriert wird und die Abgrenzung von Technologien schwierig umzusetzen ist.
Das Kompetenz-Strategie-Portfolio ist eine strategische Ergänzung zum Produkt- und Technologieportfolio im Rahmen des Konzepts der Kernkompetenzen. Die drei Portfolio-Ansätze stehen in Interdependenz zueinander. Diese Wechselwirkungen ergeben sich jeweils aus der mit einem Produkt implizierten Technologie, hinter deren Erfolgsfaktoren eine oder mehrere Kompetenzen eines Unternehmens stehen. Daher sind für strategische Managemententscheidungen übergreifende Sichtweisen unabdingbar.

## Kritische Würdigung
Das Kompetenz-Strategie-Portfolio ermöglicht eine Klassifizierung von Kompetenzen und deren Einordnung in eine Vier-Felder-Matrix mit einhergehender Ableitung von Normstrategien. Diese Portfolio-Konzeption erlaubt zudem eine Verbindung von markt- und ressourcenorientierter Sichtweise. In einer zweidimensionalen Darstellung lässt sich eine komplexe Unternehmenssituation in einfacher Weise abbilden. Insbesondere ist die Möglichkeit der Integration zukünftiger Erwartungen (Vgl. Krüger/Homp) positiv anzumerken.
Aufgrund seines mehrstufigen Aufbaus (Kompetenzsicht, Marktsicht, integrative Sicht) hat das Markt-Kompetenz-Portfolio nach Krüger und Homp den Vorteil, dass Strategien nicht ausschließlich aus unternehmensinternen Kompetenzbetrachtungen, sondern auch im Hinblick auf die externen Marktgegebenheiten abgeleitet werden. Somit werden Fehlinvestitionen vermieden, Ressourcen nicht unnötig gebunden und Innovationspotenziale frühzeitig erkannt.
Kritisch anzumerken bleibt, dass es bei der Verdichtung von neun auf vier Felder zu Informationsverlust kommen kann. Die Ausgangsmatrizen stellen jeweils sowohl eine unternehmensinterne als auch eine -externe Dimension dar, werden jedoch im zweiten Schritt wie eine einzige Größe (Marktattraktivität oder Kompetenzstärke) und damit Dimension behandelt. Hinzu kommt, dass sich die Abgrenzung der beiden Dimension des finalen Portfolios problematisch gestaltet. Bspw. weisen die gegenwärtige Wettbewerbsposition und die Kompetenzstärke in den Ursprungsmatrizen Überschneidungen auf und bedingen sich teilweise gegenseitig.
Weiterhin ist anzuführen, dass die Bestimmung sowie Abgrenzung zukünftiger Kompetenzen schwierig vorherzusehen ist und die Interaktion zwischen den einzelnen Kompetenzen im Portfolio vernachlässigt wird. Dies wirkt sich insbesondere auf die Normstrategien wie bspw. das Outsourcing aus. Es ist nicht immer möglich eine Kompetenz abzubauen, da sie unter Umständen in Interdependenz zu anderen steht.
Zudem sind die Auswahl der Bewertungskriterien sowie die Gewichtung derer nicht standardisiert. Daher besteht die Gefahr einer subjektiven Einschätzung, in der Regel einer Bessereinschätzung. Außerdem ist die Gewinnung und Einbindung externer qualitativer Daten schwierig. Werden bspw. externe Sichtweisen von Unternehmensberatern, Experten u. a. in die Analyse integriert, so können auch diese durch unterschiedliche Interessenlagen beeinflusst werden. Daher hängt die Qualität und Aussagekraft des Portfolios von der Qualität des Identifikationsprozesses ab.